# Võ Vang
Võ Vang, tên khai sinh là Vũ Văn Vang, sinh năm 1952 tại Thái Bình, là nhạc sĩ Việt Nam, được tặng Giải thưởng Nhà nước về Văn học Nghệ thuật năm 2022.

## Tiểu sử
Võ Vang, tên khai sinh Vũ Văn Vang, sinh ngày 10 tháng 4 năm 1952 tại xã Phú Sơn, thị trấn Hưng Nhân, huyện Hưng Hà, tỉnh Thái Bình.
Năm 1970, vừa tròn 18 tuổi, sau khi tốt nghiệp phổ thông, Võ Vang nhập ngũ. Sau khoá huấn luyện, Võ Vang cùng đơn vị được điều vào chiến đấu trong các chiến trường từ Trị Thiên đến Lào và Căm-pu-chia. Đầu năm 1974, Võ Vang được Quân khu Trị Thiên điều ra Bắc học lớp sử dụng đàn ác -coóc-nê-ông cấp tốc để trở lại chiến trường phục vụ các đơn vị Quân giải phóng.
Đến năm 1993, ông được học đại học sáng tác tại Nhạc viện Hà Nội, sau khi tốt nghiệp, ông nhận công tác tại Đoàn Nghệ thuật Quân chủng Phòng không - Không quân với cương vị phó trưởng đoàn phụ trách chuyên môn.
Đến năm 2005, Thượng tá Võ Vɑng chuyển rɑ làm Giám đốc Trung tâm Văn hoá Thể thao quận Thanh Xuân, Hà Nội. Ông là một trong những tác giả tham gia sáng tác và đạo diễn chương trình nghệ thuật đồ sộ và hoành tráng kỷ niệm 1000 năm Thăng Long - Hà Nội. Năm 2011, Võ Vang là một trong 10 gương mặt được trao danh hiệu: Công dân Thủ Đô tiẻu biểu.
Năm 2012, Võ Vang nghỉ hưu tại Hà Nội.

## Sự nghiệp
Võ Vang đã sáng tác nhiều ca khúc và thể loại âm nhạc.
Năm 1971, tại chiến trường biên giới Việt Lào, chàng lính trẻ Võ Vɑng đã cho rɑ đời tác phẩm đầu tɑy "Nhịp điệu giải phóng quân". Bài hát đã được cán bộ chiến sĩ trong đơn vị chuyền tɑy nhɑu hát.
Năm 1974, sau khi được đào tạo tại Trường Sĩ quɑn Phòng không, Võ Vang đã có một số tác phẩm: "Về với đồng đội", "Biên cương gửi về trường", "Hành quân mùɑ Hạ", "Đầu nguồn sông Thương"... Trong thời gian làm Phó trưởng Đoàn nghệ thuật Quân chủng, các tác phẩm của ông ngày càng phong phú và đɑ dạng hơn. Viết về lính pháo, ɑnh có "Pháo tâm sự", tên lửɑ có "Kiêu hãnh tên lửɑ Việt Nɑm", rɑ đɑ có "Trên đỉnh đèo mây", phi công có "Bɑy lên từ lòng mẹ"...
Một số các tác phẩm đoạt giải: ''Dấu chân Mẹ'' (tam tấu viết cho piano, violoncelle và violon) - Giải ba Hội Nhạc sĩ Việt Nam năm 2000; ''Đánh thức núi rừng'' (hợp xướng bốn chương) - Giải thưởng Hội Nhạc sĩ Việt Nam năm 2001; ca khúc ''Nơi mặt trăng, mặt trời gặp nhau'' (phổ thơ Lò Ngân Sủn) - Giải ba Hội Nhạc sĩ Việt Nam năm 2003; ''Có một Thăng Long'' (hợp xướng bốn chương) - Giải thưởng Hội Nhạc sĩ Việt Nam năm 2005; hợp xướng: ''Biển trời linh thiêng'' (phổ thơ Nha Cao). Giải B Hội Nhạc sĩ Việt Nam năm 2014; Ca khúc thiếu nhi: ''Mỗi khi nhìn lên ảnh Bác'' - Giải khuyến khích Giải thưởng Sáng tác, quảng bá tác phẩm văn học nghệ thuật báo chí về chủ đề học tập và làm theo tấm gương đạo đức Hồ Chí Minh (Đảng Cộng sản Việt Nam) năm 2015; Hợp xướng: ''Mãi mãi là bộ đội Cụ Hồ'' (Nhạc: Võ Vang. Lời thơ: Vương Hồng Trường – Võ Vang) - Giải C Hội Hội Nhạc sĩ Việt Nam (không có giải A) năm 2019.
Ông đã được tặng thưởng Huân chương Chiến công hạng Nhất, Huân chương Bảo vệ Tổ quốc cùng nhiều huân chương, huy chương khác trong quá trình hoạt động nghệ thuật.
Năm 2022, ông được trao tặng Giải thưởng Nhà nước về Văn học Nghệ thuật với các ca khúc: "Nơi mặt trăng mặt trời gặp nhau", "Ngẫu hứng Huế" và Hợp xướng: "Biển trời linh thiêng".

## Tác phẩm chính
- "Nhịp điệu giải phóng quân"
- "Về với đồng đội",
- "Biên cương gửi về trường",
- "Hành quân mùɑ Hạ",
- "Đầu nguồn sông Thương"
- "Pháo tâm sự"
- "Kiêu hãnh tên lửɑ Việt Nɑm"
- "Trên đỉnh đèo mây"
- "Bɑy lên từ lòng mẹ"
- ''Dấu chân Mẹ''
- ''Đánh thức núi rừng''
- ''Nơi mặt trăng, mặt trời gặp nhau''
- "Ngẫu hứng Huế"
- ''Có một Thăng Long''
- ''Biển trời linh thiêng''
- 'Mãi mãi là bộ đội Cụ Hồ''
- ''Mỗi khi nhìn lên ảnh Bác''

## Vinh danh
- Giải thưởng Nhà nước về Văn học Nghệ thuật (2022)

### Khen thưởng
- Huân chương Chiến công hạng Nhất
- Huân chương Bảo vệ Tổ quốc

### Giải thưởng âm nhạc
- Giải ba Hội Nhạc sĩ Việt Nam năm 2000
- Giải thưởng Hội Nhạc sĩ Việt Nam năm 2001
- Giải ba Hội Nhạc sĩ Việt Nam năm 2003
- Giải thưởng Hội Nhạc sĩ Việt Nam năm 2005
- Giải B Hội Nhạc sĩ Việt Nam năm 2014
- Giải khuyến khích Giải thưởng Sáng tác, quảng bá tác phẩm văn học nghệ thuật báo chí về chủ đề học tập và làm theo tấm gương đạo đức Hồ Chí Minh năm 2015
- Giải C Hội Hội Nhạc sĩ Việt Nam (không có giải A) năm 2019